# Carl Koller
Karl Koller, né le 3 décembre 1857 à Schüttenhofen en royaume de Bohême et mort le 21 mars 1944 à New York, est un ophtalmologue autrichien.

## Biographie
Il commence sa carrière comme chirurgien à l'hôpital général de Vienne, où il a notamment pour collègue Sigmund Freud.
Koller introduit la cocaïne comme anesthésique local pour la chirurgie oculaire. Il a ainsi testé des solutions diverses, comme l'hydrate de chloral  et la morphine, comme anesthésiants, sans succès. Si c'est Freud qui a le premier mis en lumière les propriétés de la cocaïne, c'est Koller qui la reconnait comme utile pour les anesthésies médicales. Il démontre ainsi en 1884 son potentiel à la communauté scientifique. Il diminue ainsi les réflexes oculaires involontaires, et améliore l'intervention chirurgicale. Plus tard, la cocaïne est utilisée comme anesthésiant en dentisterie. Au XXe siècle d'autres agents anesthésiants, notamment la xylocaïne, ont remplacé la cocaïne.
En 1888, Karl Koller s'installe à New York comme ophtalmologue. Il reçoit plusieurs distinctions, dont la médaille Lucien Howe Medal décernée par l'American Ophthalmological Society, en 1922. En 1930 il reçoit une distinction de l'Association médicale de Vienne.
L'un des patients de Koller est Chauncey D. Leake, qui fait ultérieurement la découverte d'un nouvel anesthésiant, l'éther halogéné.

## Œuvres
- (de) « Ueber die Verwendung des Cocaïn zur Anästhesirung am Auge », Wiener Medizinische Wochenschrift, 1884, no 43, p. 1276-1278 ; no 44, p. 1309-1311.
  - Traduit en français par L. Leplat, « De l'emploi de la cocaïne comme anesthésique en ophthalmologie », in Le Progrès Médical, 1884, vol. 12, no 47, p. 984-987.